# Myosotis tinei
Myosotis tinei är en strävbladig växtart som beskrevs av C.Brullo och Brullo. Myosotis tinei ingår i släktet förgätmigejer, och familjen strävbladiga växter. Inga underarter finns listade i Catalogue of Life.